# ワトソン (コンピュータ)
ワトソン（英語: Watson）は、IBMが開発した質問応答システム・意思決定支援システムである。
「人工知能」と紹介されることもあるが、IBMはワトソンを「Augmented Intelligence、拡張知能」、自然言語を理解・学習し人間の意思決定を支援する『コグニティブ・コンピューティング・システム（Cognitive Computing System）』と定義している。ただし、IBMは「Augmented Intelligence」とは特に断りなくWatsonのことを「AI」と紹介している。
ワトソンの名前は、IBMの事実上の創立者であるトーマス・J・ワトソンから取られた。

## 概要
ワトソンは、IBMが開発した質問応答システムで、2009年4月に米国の人気クイズ番組「ジェパディ!」にチャレンジすると発表された。
これは1997年に、当時のチェス世界チャンピオンのガルリ・カスパロフに勝利したIBMのコンピュータ・システムであるディープ・ブルーに次ぐプロジェクトである。しかし、クイズ番組では自然言語で問われた質問を理解して、文脈を含めて質問の趣旨を理解し、人工知能として大量の情報の中から適切な回答を選択し、回答する必要がある。IBMはこの技術を、将来的には医療、オンラインのヘルプデスク、コールセンターでの顧客サービスなどに活用できるとしている。
2011年1月13日にはトーマス・J・ワトソン研究所でワトソンの公開と「ジェパディ!」での人間と対戦デモが行われた。ワトソンは、10台のラックに搭載されたPower Systems 750で構成され、2880個のPOWER7プロセッサ・コアを搭載し、オペレーティングシステムはLinux、処理性能は80テラFLOPS（TFLOPS）で、インターネットには接続されておらず、本・台本・百科事典（Wikipediaを含む）などの2億ページ分のテキストデータ（70GB程度、約100万冊の書籍に相当）をスキャンして取り込んだ。Urban Dictionaryをワトソンが学習したら、発言が下品になったこともあったとされる。
2011年2月14日からの本対戦では、15日と16日に試合が行われ、初日は引き分け、総合ではワトソンが勝利して賞金100万ドルを獲得した。賞金は全額が慈善事業に寄付される。
なお「ジェパディ!」は問題文が読み上げられた後に手元のボタンを押して回答する早押し形式であるが、ワトソンは音声認識機能を持たないため文字で問題を取得し、シリンダーでボタンを押す装置を用いて回答した。
IBMはワトソンを支える質問応答（Q/A）システムの開発に貢献した8つの大学を発表した。
2014年にはSTEINS;GATEとのコラボレーション企画として、コグニティブ・コンピューティング紹介するショートアニメ『STEINS;GATE 聡明叡智のコグニティブ・コンピューティング』が公開された。
2015年にはWatsonが各国の料理のレシピ、食品の香りや組み合わせ、嗜好性に関する心理的なデータを解析することで制作したレシピが出版され、日本ではレシピを実際にシェフが調理するイベント開催された。
日本市場へ投入を目指し、2015年から日本IBMとソフトバンクテレコムが共同でワトソンの日本語学習やAPIの開発を行う共同事業をスタートさせた。
2016年8月、ワトソンが患者の正確な白血病の病名を10分で見抜き、割り出した病名に対する適切な治療によって患者の命を救ったと報道される。